# Planet of the Apes (jogo eletrônico)
Planet of the Apes é um jogo para PlayStation desenvolvido pela Ubisoft que foi baseado no filme Planeta dos Macacos. O jogador tem o papel de Ulisses, um homem que viaja anos à frente de seu tempo e encontra um mundo habitado por macacos inteligentes.